# Orenco D
El Orenco D fue un avión de caza biplano estadounidense diseñado por Orenco y construido por la Curtiss Aeroplane and Motor Company. Fue el primer modelo de caza de diseño completamente indígena (a diferencia de los modelos extranjeros o de versiones de modelos extranjeros construidas bajo licencia) en entrar en el servicio militar estadounidense.

## Desarrollo
El prototipo D fue ofrecido al Servicio Aéreo del Ejército de los Estados Unidos a finales de 1918. Era un biplano de dos vanos de construcción totalmente en madera, recubierta de tela. Estaba propulsado por un motor Hispano-Suiza de 224 kW (300 hp). El piloto del primer vuelo de pruebas, Clarence B. Coombs, le adjudicó una evaluación positiva: "Este avión se comporta mejor que los Sopwith Camel y Snipe, el Thomas-Morse, el Nieuport y el Morane Parasol, el SPAD y el S.V.A.". Los militares ordenaron 50 aviones de producción, pero pusieron la orden de producción en subasta. Curtiss Aircraft realizó la puja más baja y construyó el caza, modificándolo ligeramente con una envergadura mayor y alerones rediseñados. El primer Curtiss Orenco D voló el 26 de agosto de 1921.

## Variantes

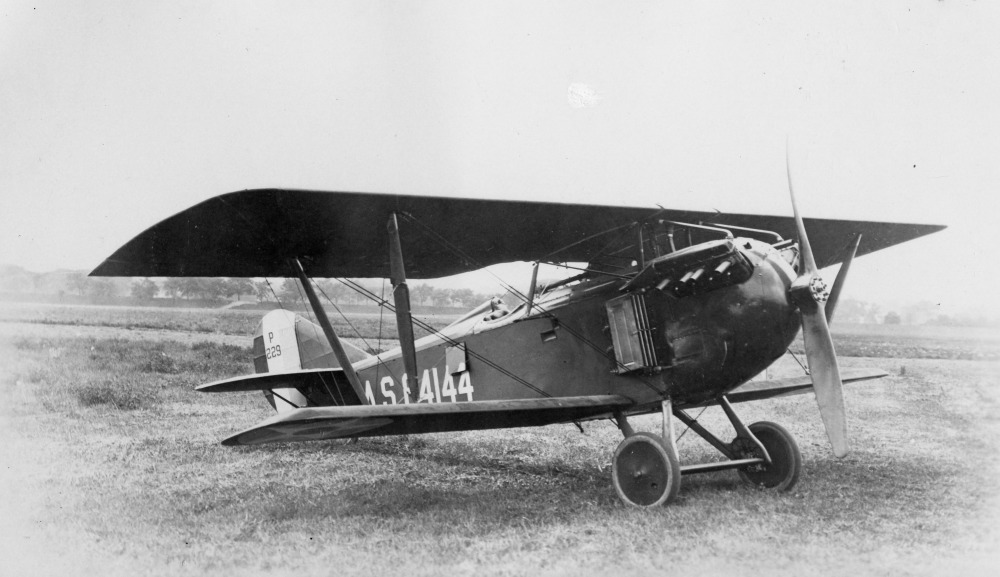
Un prototipo del Orenco D-2 con superficies de cola revisadas.

Orenco D
Prototipo, cuatro construidos.
Curtiss Orenco D (Model 25)
Aviones de producción, 50 construidos.
Orenco D-2
Prototipo basado en el Curtiss Orenco D. Tres construidos bajo la designación militar PW-3.
PW-3
Designación dada por el USAAS al D-2.

## Operadores
Estados Unidos
- Servicio Aéreo del Ejército de los Estados Unidos

## Especificaciones

### Curtiss Orenco D
Referencia datos: Flight: The Aircraft Engineer & Airships, "Some 'Orenco' (U.S.A) Aeroplanes", 1 de abril de 1920, pp. 363–366.

### Características generales
- Tripulación: Uno (piloto)
- Longitud: 6,6 m (21,5 ft)
- Envergadura: 9,1 m (ala superior), 8,5 m (ala inferior)
- Altura: 2,5 m (8,2 ft)
- Superficie alar: 13,2 m² (ala superior), 11,1 m² (ala inferior)
- Peso vacío: 756 kg (1666,2 lb)
- Peso cargado: 1103 kg (2431 lb)
- Planta motriz: 1× motor lineal V-12 refrigerado por agua Wright-Hispano H.
  - Potencia: 220 kW (303 HP; 299 CV)

### Rendimiento
- Velocidad nunca excedida (Vne): 237 km/h (al nivel del mar), 224 km/h (a 3000 m)
- Alcance: 443 km (a máxima velocidad)
- Techo de vuelo: 3790 m (12 434 ft)
- Tiempo de ascenso:

  - A 1500 m (5000 pies): 4 min 20 s
  - A 3000 m (10 000 pies): 8 min 54 s
  - A 4600 m (15 000 pies): 16 min 45 s

### Armamento
- Ametralladoras: 

  - 2 de 7,6 mm

### Curtiss Orenco D-2
Referencia datos: Flight: The Aircraft Engineer & Airships, "Some 'Orenco' (U.S.A) Aeroplanes", 1 de abril de 1920, pp. 363–366.

### Características generales
- Tripulación: Uno (piloto)
- Longitud: 6,6 m (21,5 ft)
- Envergadura: 8,5 m (ala superior), 7,6 m (ala inferior)
- Altura: 2,4 m (7,9 ft)
- Superficie alar: 16 m² (ala superior), 5,9 m² (ala inferior)
- Peso vacío: 610 kg (1344,4 lb)
- Peso cargado: 1023 kg (2254,7 lb)
- Planta motriz: 1× motor lineal V-12 refrigerado por agua Wright-Hispano H.
  - Potencia: 220 kW (303 HP; 299 CV)

### Rendimiento
- Velocidad nunca excedida (Vne): 266 km/h (al nivel del mar), 254 km/h (a 3000 m)
- Alcance: 530 km (a máxima velocidad)
- Techo de vuelo: 3790 m (12 434 ft)
- Tiempo de ascenso:

  - A 1500 m (5000 pies): 4 min
  - A 3000 m (10 000 pies): 8 min 30 s
  - A 4600 m (15 000 pies): 13 min 50 s

### Armamento
- Ametralladoras: 

  - 2 de 7,6 mm

## Aeronaves relacionadas

### Secuencias de designación
- Secuencia Alfabética (interna de Orenco): A - B - C - D - E-2 - F Tourister - H →
- Secuencia Numérica (interna de Curtiss): ← 23 - 24 - 25 - 26 - 28 - 29 - 30 →
- Secuencia PW-_ (Aviones de Caza (Persecución, refrigerado por Agua) del USAAS, 1919-24): PW-1 - PW-2 - PW-3 - PW-4 - PW-5 - PW-6 →